# Fritz Rohrlich
Fritz Rohrlich (Viena, 12 de maio de 1921 - Nova Iorque, 14 de novembro de 2018) foi um físico estadunidense nascido na Áustria. Atuava em eletrodinâmica clássica e eletrodinâmica quântica.

## Vida e obra
Rohrlich era filho de um advogado e por ser judeu abandonou a Áustria após o Anschluss em 1938 (por pouco tempo teve de fazer trabalho forçado), e a partir de 1939 estudou engenharia elétrica e engenharia química na Technion em Haifa. Seus pais foram mortos em 1942 no campo de extermínio de Sobibor. Enquanto trabalhava em Jerusalém para os britânicos, estudou física na Universidade Hebraica de Jerusalém com Giulio Racah, seu verdadeiro objeto de interesse. Em 1946 continuou a estudar na Universidade Harvard, onde obteve um mestrado em 1947 e um doutorado em 1948, orientado por Julian Schwinger.
Foi depois assistente de Norman Foster Ramsey em Harvard e seguiu em 1948 para o Instituto de Estudos Avançados de Princeton. Em 1949 pesquisou com Hans Bethe na Universidade Cornell, onde também encontrou Richard Feynman e teve seu interesse despertado pelo problema da divergência da eletrodinâmica clássica, assunto sobre o qual mais tarde foi um especialista. Na mesma época contribuiu com investigações para a estabilização da recém iniciada eletrodinâmica quântica. (mostrou a equivalência das diferentes formulações para partísulas de spin 0, depois que Freeman Dyson fez o mesmo para partículas de spin ½).
Em 1951 foi Professor Assistente na Universidade de Princeton, onde apresentou aulas sobre eletrodinâmica quântica, das quais mais tarde originou-se seu livro com Josef-Maria Jauch, na época uma obra de referência padrão. A partir de 1953 esteve como colega de Jauch na Universidade de Iowa, antes de em 1963 tornar-se Professor na  No começo da década de 1960 pesquisou com Thomas Fulton e Louis Witten o problema da radiação das cargas elementares em queda livre da Relatividade geral e a pergunta, se através disso o princípio da equivalência seria violado. Na década de 1980 envolveu-se cada vez mais com filosofia da ciência. Em 1991 tornou-se professor emérito.
Em 1974 foi Professor honoris causa (Prof. h. c.) da Universidade de Graz e recebeu um prêmio Fulbright.
Rohrlich morreu em 14 de novembro de 2018 em DeWitt, Nova York.

## Obras selecionadas
Artigos
- Classical radiation from a uniformly accelerating charge. In: Annals of Physics, Volume 9 (1960), p. 499-517 (com Thomas Fulton).
- An elementary derivation of E=mc². In: American Journal of Physics, Volume 58, Número 4 (1990), p. 348.

Livros
- Classical charged particles. 3ª Edição, World Scientific Press, Hackensack, N.J. 2007, ISBN 978-981-270-004-9 (Atualização da edição New York 1955).
- From paradox to reality. Our basic concepts of the physical world. Cambridge University Press, Cambridge 1997, ISBN 0-521-30749-X.
- The theory of photons and electrons. The relativistic quantum field theory of charged particles with spin one-half. 2ª Edição, Springer, Berlim 1976, ISBN 3-540-07295-0 (Reimpressão da edição London 1955; com Josef-Maria Jauch).